# Jean-Marie-Joseph Ingres
Pour les articles homonymes, voir Ingres (homonymie).
Jean-Marie-Joseph Ingres, né le 29 janvier 1755 à Toulouse et mort le 14 mars 1814 à Montauban, est un peintre et sculpteur français.
Il est le père du peintre Jean-Auguste-Dominique Ingres.

## Biographie
Jean-Marie-Joseph Ingres est né à Toulouse en 1755 dans une maison du faubourg Saint-Cyprien, de Pierre-Guillaume Ingres, tailleur, et de Marie-Anne Pradal. Il entre en 1765 à l'Académie de Toulouse, où il a comme maîtres le sculpteur François Lucas, le peintre Pierre Rivalz et l'architecte Hyacinthe de Labat de Savignac.
Établi à Montauban dès 1775, il y épouse, le 12 août 1777, Anne Moulet, fille d'un perruquier de la ville. Il travaille à la décoration intérieure de nombreux hôtels, dont l'hôtel épiscopal (aujourd'hui musée Ingres-Bourdelle), l'hôtel Mila de Cabarieu au 24, rue des Carmes, et du salon de musique du château d'Ardus.
Il modèle aussi plusieurs statues en terre cuite destinées à l'ornementation de jardins. Il a réalisé le retable de l'église Saint-Jacques de Montauban et celui de la chapelle saint Jacques dans la cathédrale de Montauban.
Comme peintre, on lui doit un Christ en croix dans l'église paroissiale de Villebrumier.
Il donne aussi des cours dans diverses institutions, dont le collège de Montauban. Peu avant la Révolution, il avait ouvert une école privée de dessin.

## Œuvres dans les collections publiques
- Lauzerte, église Saint-Barthélemy : lambris peints en camaïeux attribués à Joseph Ingres et ses élèves.
- Montauban
  - cathédrale Notre-Dame-de-l'Assomption : deux panneaux de trophées du retable de la chapelle Saint-Joseph[5].
  - musée Ingres-Bourdelle : Jeune Femme drapée à l'antique - terre cuite

Œuvres de Jean-Marie-Joseph Ingres
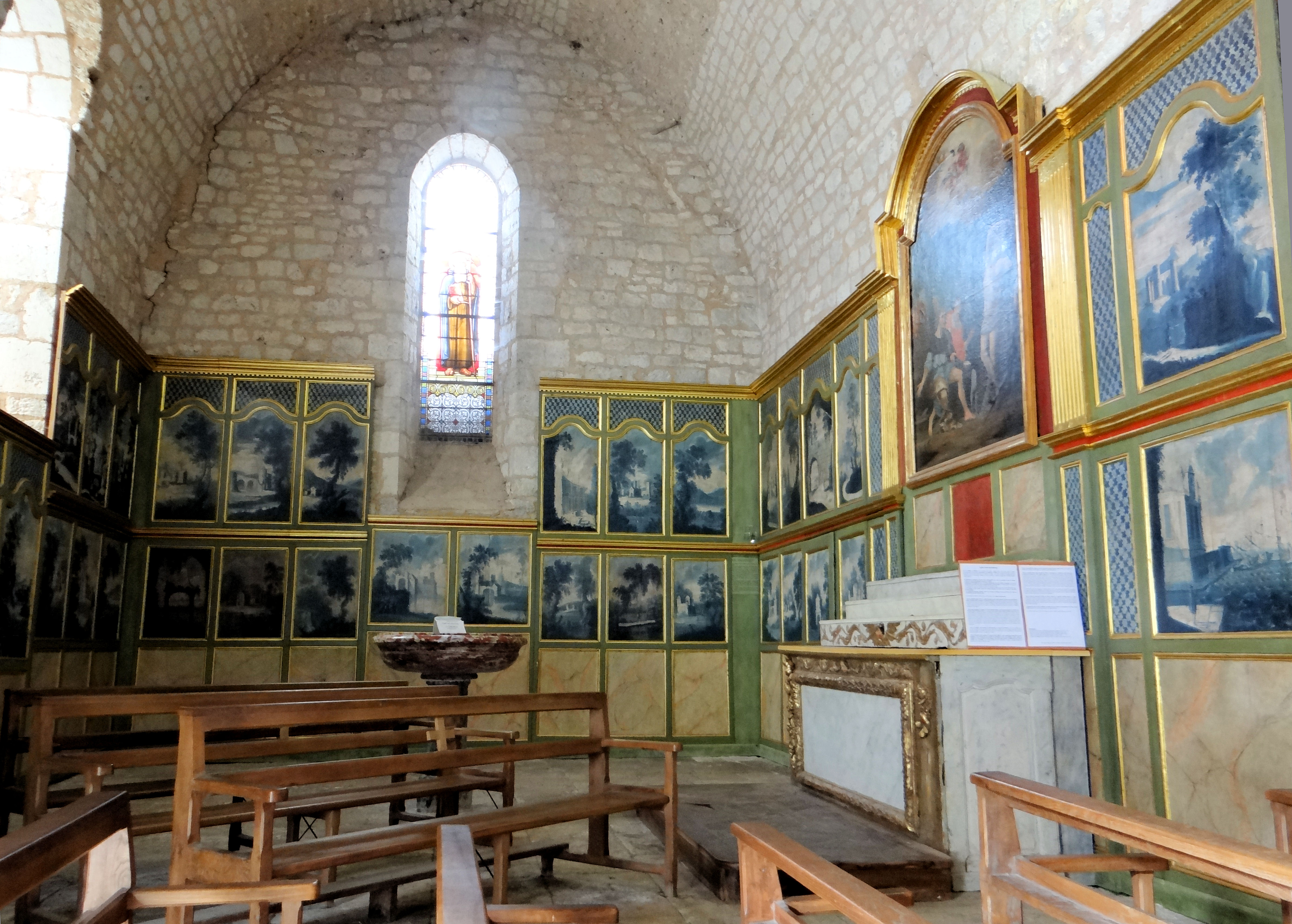
Lambris peints de la chapelle Saint-Antoine-l'Ermite de l'église Saint-Barthélemy de Lauzerte.
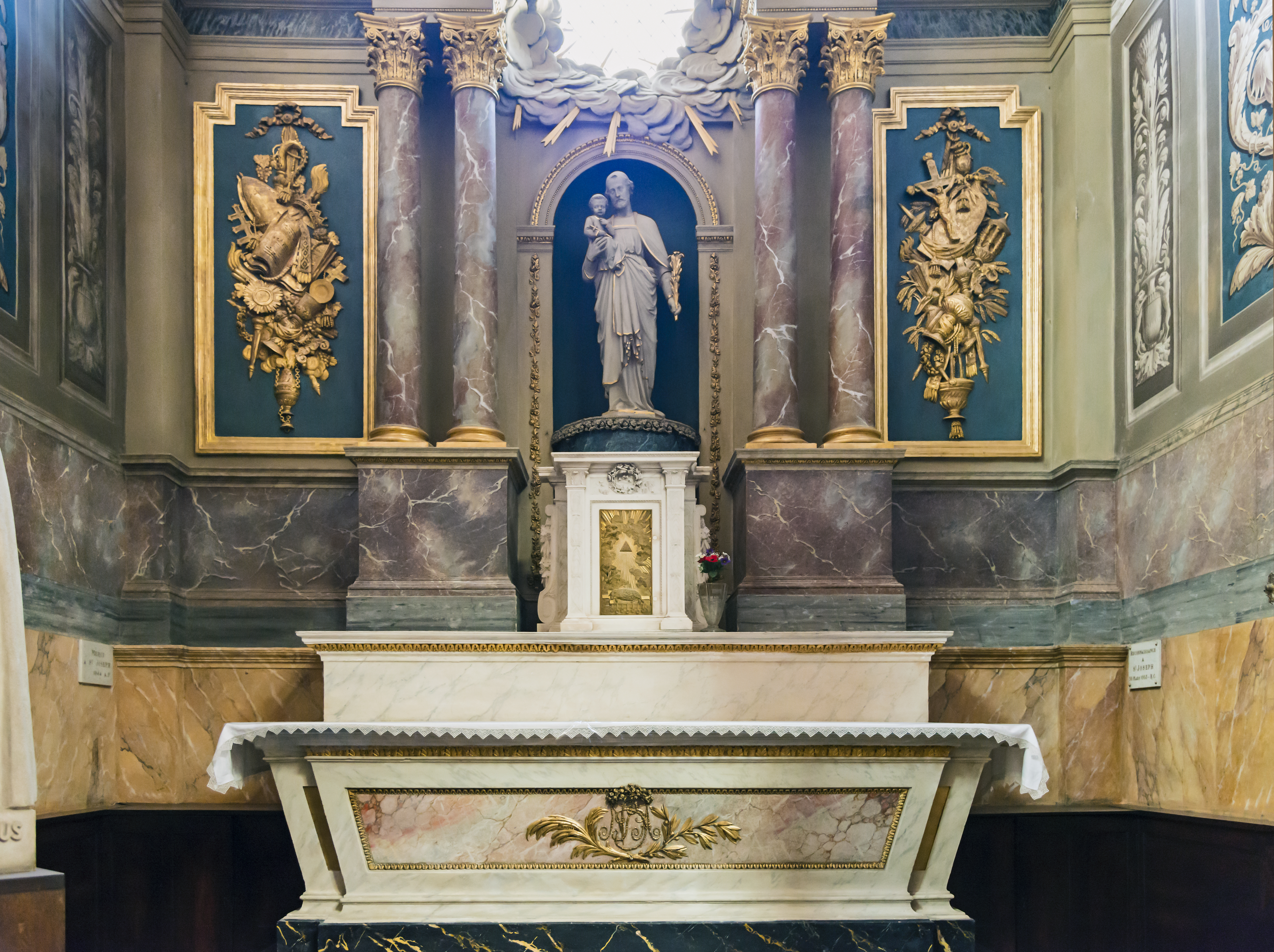
Panneaux de trophées du retable de la chapelle Saint-Joseph de la cathédrale Notre-Dame-de-l'Assomption de Montauban.
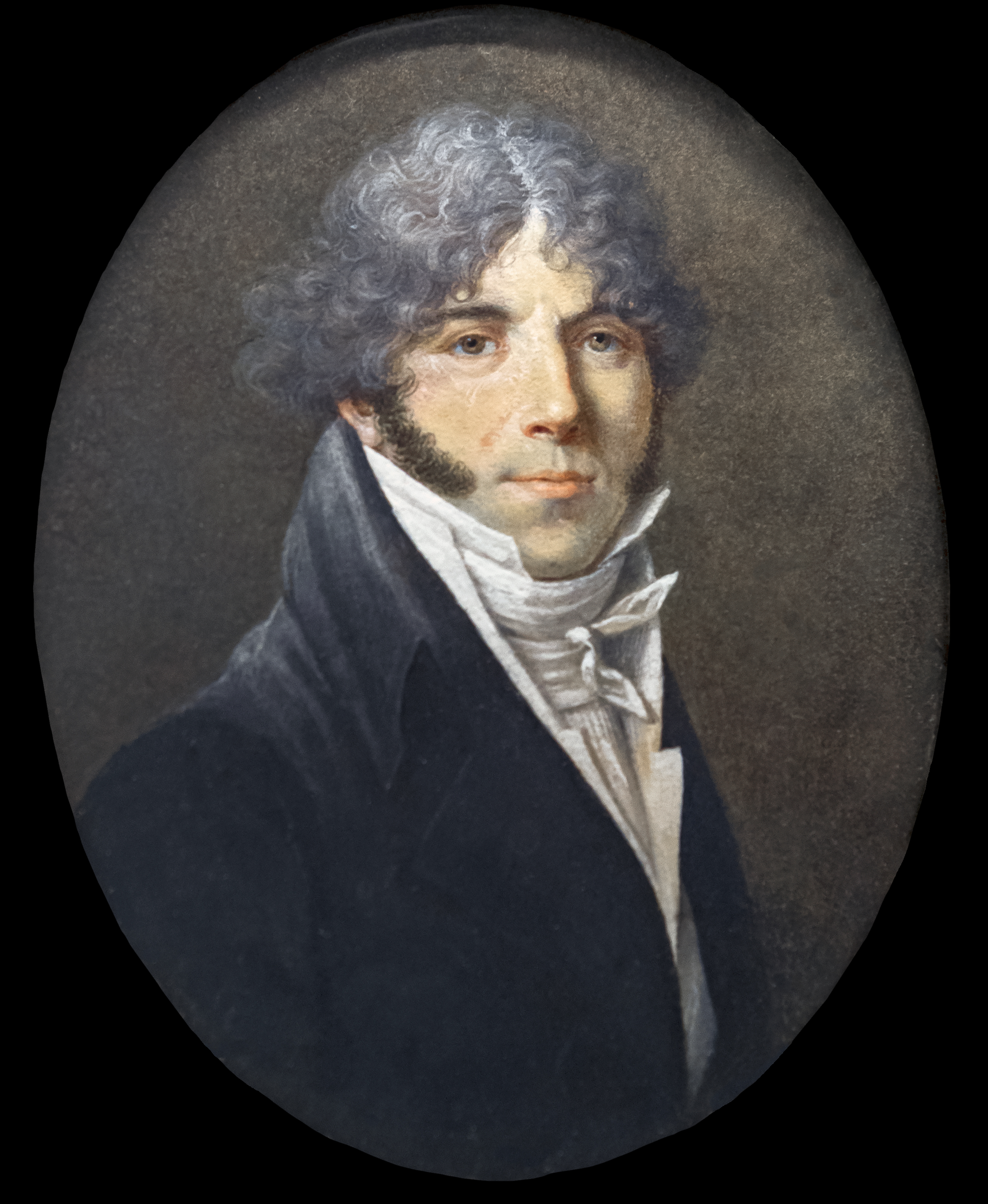
Autoportrait, Montauban, musée Ingres-Bourdelle. Œuvre inspirée par le portrait peint par son fils en 1804.
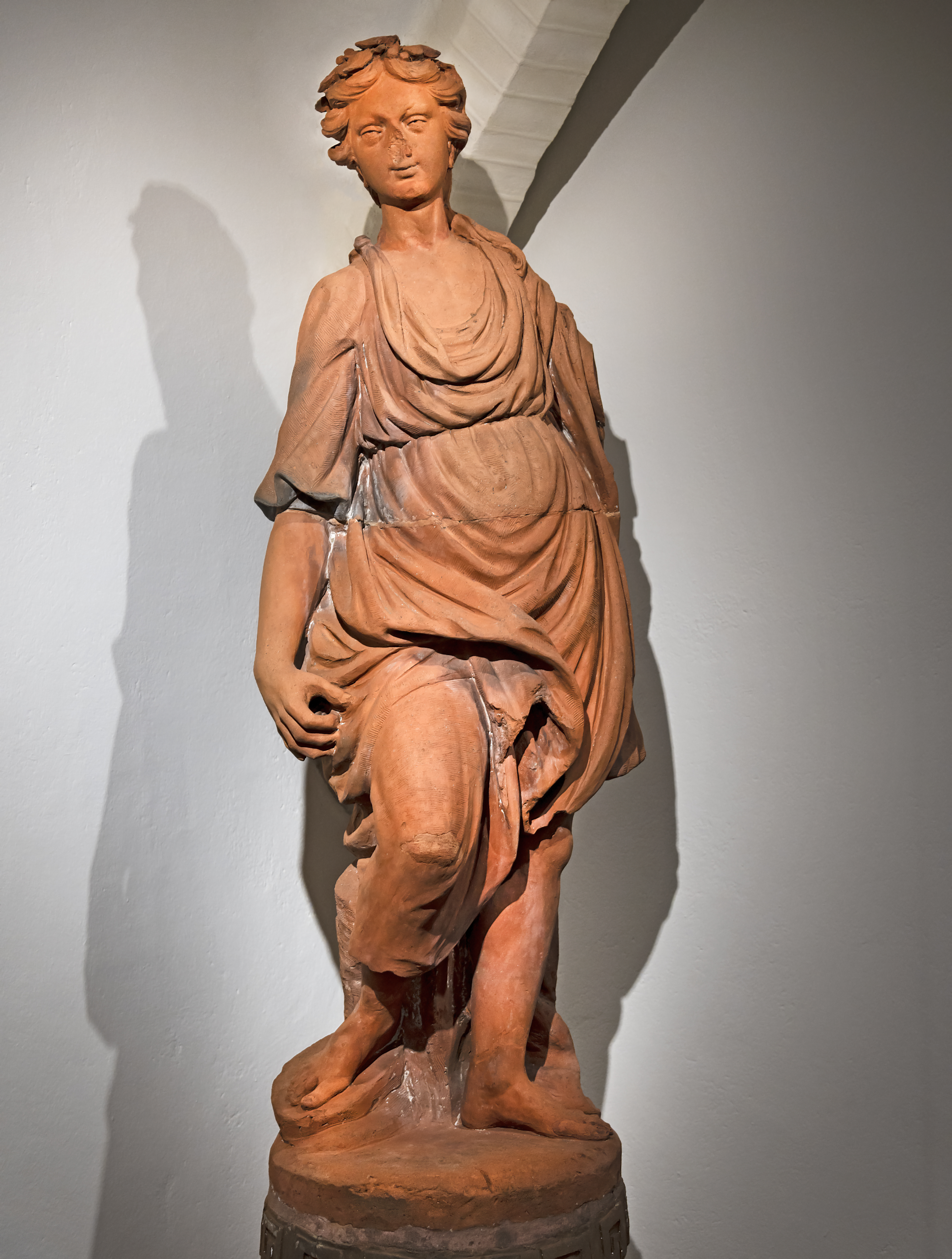
Jeune Femme drapée à l'antique, terre cuite, Montauban, musée Ingres-Bourdelle.